# Прощъпалник
Прощъпалник е български народен обичай, с който се отбелязва прохождането на бебе. Така се нарича и питката хляб, която се меси по този повод.
На определено разстояние от бебето се поставят предмети, които биха могли да привлекат вниманието му (например книга, молив, пачка банкноти и други). Питката се търкулва пред бебето в посока наредените предмети. Но те не трябва да са познати на детето. Според обичая, онзи от тях, който детето докосне първи, показва с какво детето ще се занимава, когато порасне.
Когато майката замеси питката, детето стъпва върху нея, за да му се отбележат ходилата. На пода се постила бяло платно и питката се търкулва по пода. Когато се прави прощъпалника, детето трябва вече да е в състояние да прави самостоятелно стабилни крачки, да не пълзи след питката или да се налага да го държат за ръце.
По обичай, бащата на този ден подарява златна гривна на майката, която тя трябва да носи постоянно на ръката си докато детето спре да се спъва.